# Sandkaultor

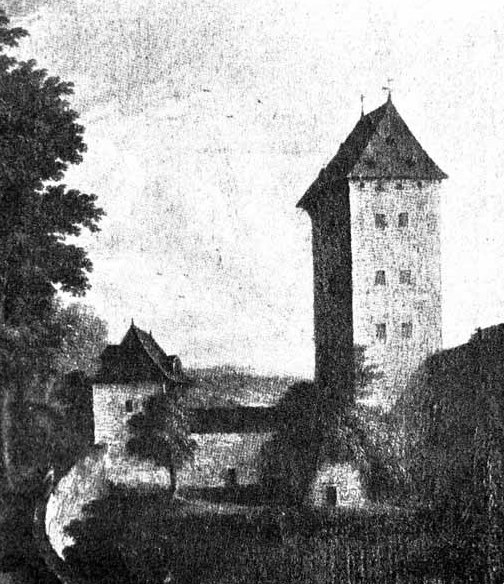
Sandkaultor im Jahre 1790

Das Sandkaultor war ein im Nordnordosten der aus dem 13. und 14. Jahrhundert stammenden Stadtmauer der Kaiserstadt Aachen errichtetes Stadttor. Das Gebäude wurde im Jahre 1811 abgerissen.

## Lage
Das ehemalige Stadttor Sandkaultor war innerhalb der Stadtmauer durch den Bergerschanzturm vom Bergtor getrennt. Auf der gegenüber liegenden Seite trennten der Heinzenturm und das Schänzchen das Gebäude vom Stadttor Kölntor. Es gehörte zu den Nebentoren der Stadtbefestigung.

## Besonderheiten
Das Tor besaß den höchsten Torturm alle Aachener Stadttore. Die außergewöhnliche Bauweise resultiert aus einer militärischen Notwendigkeit. Von seiner Turmspitze aus besaß das Wachpersonal einen hervorragenden Blick sowohl über das Tal der Soers als auch auf den Salvatorberg. Damit konnte eine der wahrscheinlichsten Angriffsrichtungen eines potentiellen Feindes kontrolliert werden.

## Bauweise
Das Sandkaultor besaß eine Vorburg mit zwei kleinen Vierkanttürmen und wurde mehrstöckig errichtet. Auf Höhe des vierten Geschosses, das heißt direkt unterhalb der Turmspitze, bestand ein Rundgang. Der große Vierkantturm war an der Außenseite von zwei kleinen Rundtürmen gesäumt. Einige Quellen erwähnen lediglich einen Rundturm. Mit Schießscharten versehene Mauern sicherten die Durchfahrt.

## Geschichte
Napoléon Bonaparte entschied im Jahre 1804, dass Aachen seine militärische Bedeutung verlieren solle. Die Stadtmauer, die Stadttore und die Stadttürme wurden daraufhin geschleift. 1811 begann der Abbruch des Sandkaultores. Es wurde zwar an gleicher Stelle ein neues Stadttor, das zu Ehren der Mutter Napoleons den Namen Porte Madame trug, errichtet, aber 1875 wurde es von den Preußen abgerissen.
Koordinaten: 50° 46′ 54,1″ N, 6° 5′ 16,8″ O